# بيلي إيفانز (لاعب كرة قاعدة)
بيلي إيفانز (بالإنجليزية: Billy Evans) هو لاعب كرة قاعدة أمريكي، ولد في 10 فبراير 1884 في شيكاغو في الولايات المتحدة، وتوفي في 23 يناير 1956 في ميامي في الولايات المتحدة بسبب سكتة.

## روابط خارجية
- بيلي إيفانز على موقع قاعة مشاهير كرة القاعدة (الإنجليزية)